# Construcción de nación

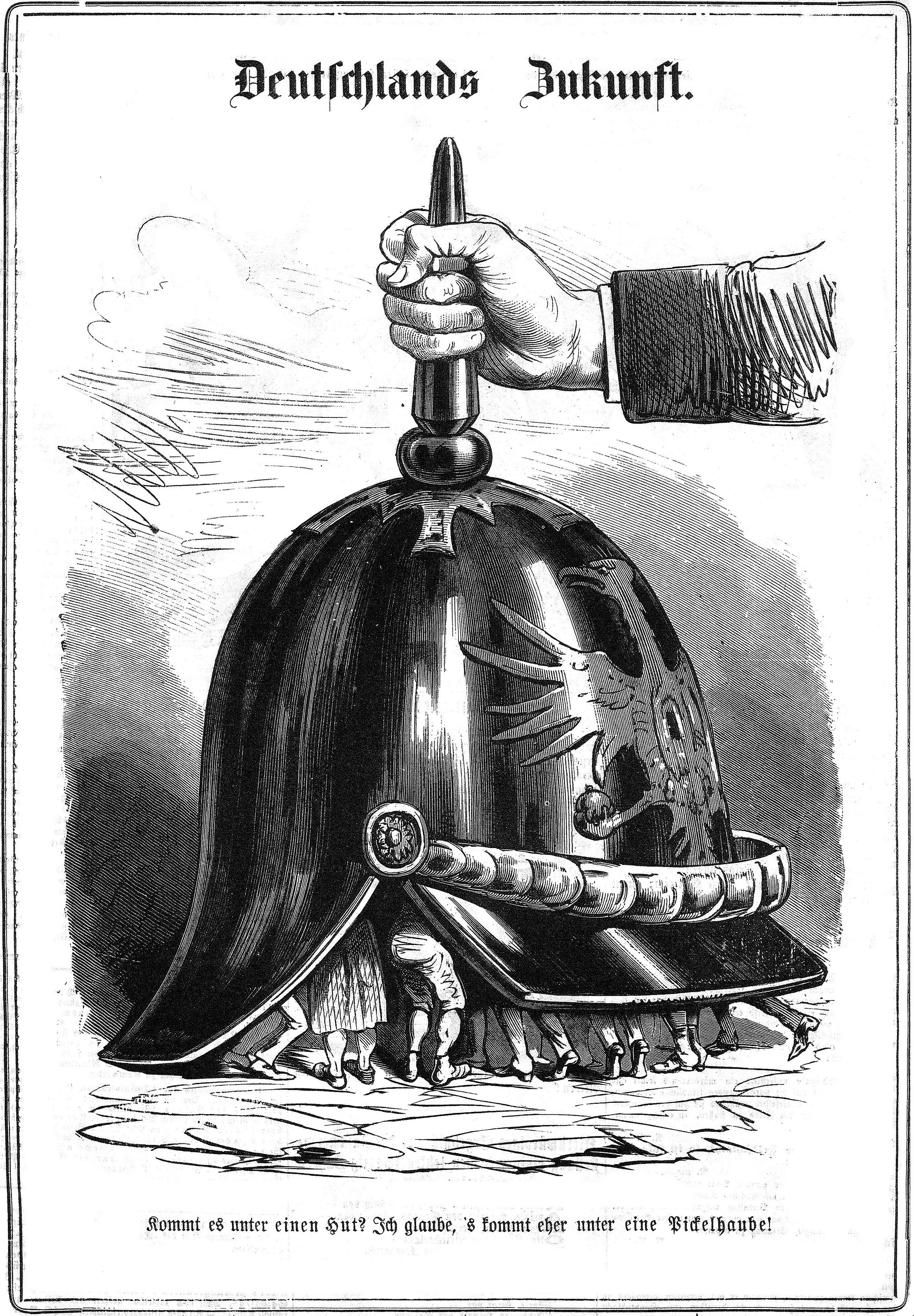
Cartel de propaganda alemana, 1870: Nuestra tarea es demoler las murallas, que sin saberlo, nos confinan en bastiones internos y eternos de la exclusión.

Construcción de nación o construcción nacional (del inglés nation-building) es una expresión utilizada en ciencias sociales y en política para referirse al proceso de construir o estructurar una nación forjando una identidad nacional por medio del poder del Estado, los poderes locales y la sociedad civil. Su objetivo es unificar a un pueblo o a varios dentro del Estado de modo que este pueda ser viable y políticamente estable a largo plazo.
La construcción de nación se apoya en la creación de símbolos nacionales, como la vestimenta, himnos nacionales, días patrios; también en la creación de obras de infraestructura que tengan un carácter emblemático y provean razones para la generación de un sentimiento de orgullo «nacional», tales como estadios «nacionales», ferrocarriles «nacionales», autopistas «nacionales», aerolíneas «nacionales», etc.
Los estados africanos cuyas fronteras abarcan territorios que pertenecen a diferentes grupos étnicos y tribus, y otras antiguas colonias británicas con un elevado número de inmigrantes de diferentes nacionalidades, llevan a cabo esfuerzos para la creación de símbolos comunes a las diferentes etnias que componen.

## Los elementos del modelo de «construcción nacional»
Sobre la naturaleza y el origen de la nación, lo que implica una determinada definición de la misma, existen dos paradigmas contrapuestos y excluyentes: el modernista o constructivista, que define la nación como una comunidad humana que detenta la soberanía sobre un determinado territorio por lo que antes de la aparición de los nacionalismos en la Edad Contemporánea no habrían existido las naciones —la nación sería una «invención» de los nacionalismos—; y el perennialista o primordialista que define la nación sin tener en cuenta la cuestión de la soberanía y que defiende, por tanto, que las naciones existieron antes que los nacionalismos, hundiendo sus raíces en tiempos remotos —así sería la nación la que crea el nacionalismo y no a la inversa—.
El modelo de nation-building o «construcción nacional» forma parte del paradigma modernista. Nació en la década de 1960 y pronto se convirtió en la «postura ortodoxa». Se basó en las siguientes afirmaciones, según Anthony D. Smith:

1.Las naciones eran esencialmente comunidades políticas territoriales. Constituían comunidades soberanas limitadas y cohesionadas de ciudadanos legalmente iguales que se unieron a los Estados modernos para dar lugar a lo que denominamos "Estados nación unitarios".
2.Las naciones constituyen el primer vínculo político y a ellas se debía la lealtad básica de sus miembros. Otro tipo de vínculo —género, región, familia, clase y religión— debía pasar a un segundo plano ante la lealtad global de los ciudadanos a este o aquel Estado-nación. A su vez esto era deseable porque dotaba de forma y sustancia a los ideales de la participación cívica democrática.
3.Las naciones eran los principales actores políticos en el ámbito internacional.(…)
4.Las naciones habían sido construidas por sus ciudadanos, especialmente por sus líderes y elites y se habían creado con ayuda de una gran variedad de procesos e instituciones. La clave que proporcionaba el éxito a las naciones era la institucionalización equilibrada y comprehensiva de "roles", expectativas y valores, y la creación de una infraestructura de comunicación social: transporte, burocracia, lengua, educación, medios de comunicación de masas, partidos políticos, etcétera.
5.Las naciones constituían el único marco, vehículo y beneficiario de la evolución social y política, el único instrumento que permitía cubrir las necesidades de todos los ciudadanos mediante la producción y la distribución de recursos y la única forma de asegurar el desarrollo sostenido. Esto era así porque solo la lealtad nacional y la ideología nacionalista eran capaces de movilizar a las masas para obtener de ellas el compromiso, la dedicación y el autosacrificio necesarios para la modernización, con todas sus tensiones y dislocaciones.